# Natali (antipapa)
Natali (en llatí Natalius) és considerat el primer bisbe oposat a l'Església Catòlica Romana (antipapa) (c. 199 – ?) durant el pontificat del papa Zeferí.